# Adolf Frederic VI de Mecklenburg-Strelitz
Adolf Frederic VI de Mecklenburg-Strelitz (Neustrelitz 1882 - Neustrelitz 1918). Gran duc de Mecklenburg-Strelitz des de 1914 fins a la seva mort, el 1918.
Nascut a Neustrelitz, capital del Gran Ducat de Mecklenburg-Strelitz, el dia 17 de juny de 1882 essent fill del gran duc Adolf Frederic V de Mecklenburg-Strelitz i de la princesa Elisabet d'Anhalt. Adolf Frederic era net per via paterna del gran duc Frederic Guillem I de Mecklenburg-Strelitz i de la princesa Augusta del Regne Unit, i per via materna del duc Frederic I d'Anhalt i de la princesa Antonieta de Saxònia-Altenburg.
Adolf Frederic VI mai contragué noces malgrat que des de Neustrelitz es feu arribar una proposta de casament a Berlín destinada a unir Adolf Frederic i la princesa Victòria Lluïsa de Prússia, filla del kàiser Guillem II de Prússia. Victòria Lluïsa no acceptà la proposta i Adolf Frederic romangué solter.